# Возвышенка (район имени Габита Мусрепова)
Возвышенка (каз. Возвышенка) — село в районе имени Габита Мусрепова Северо-Казахстанской области Казахстана. Административный центр Возвышенского сельского округа. Код КАТО — 596637100.

## География
Расположено на берегу реки Акканбурлык.

## Население
В 1999 году численность населения села составляла 580 человек (291 мужчина и 289 женщин). По данным переписи 2009 года, в селе проживало 408 человек (208 мужчин и 200 женщин).